# St. Petri Kettenfeier (Erkeln)

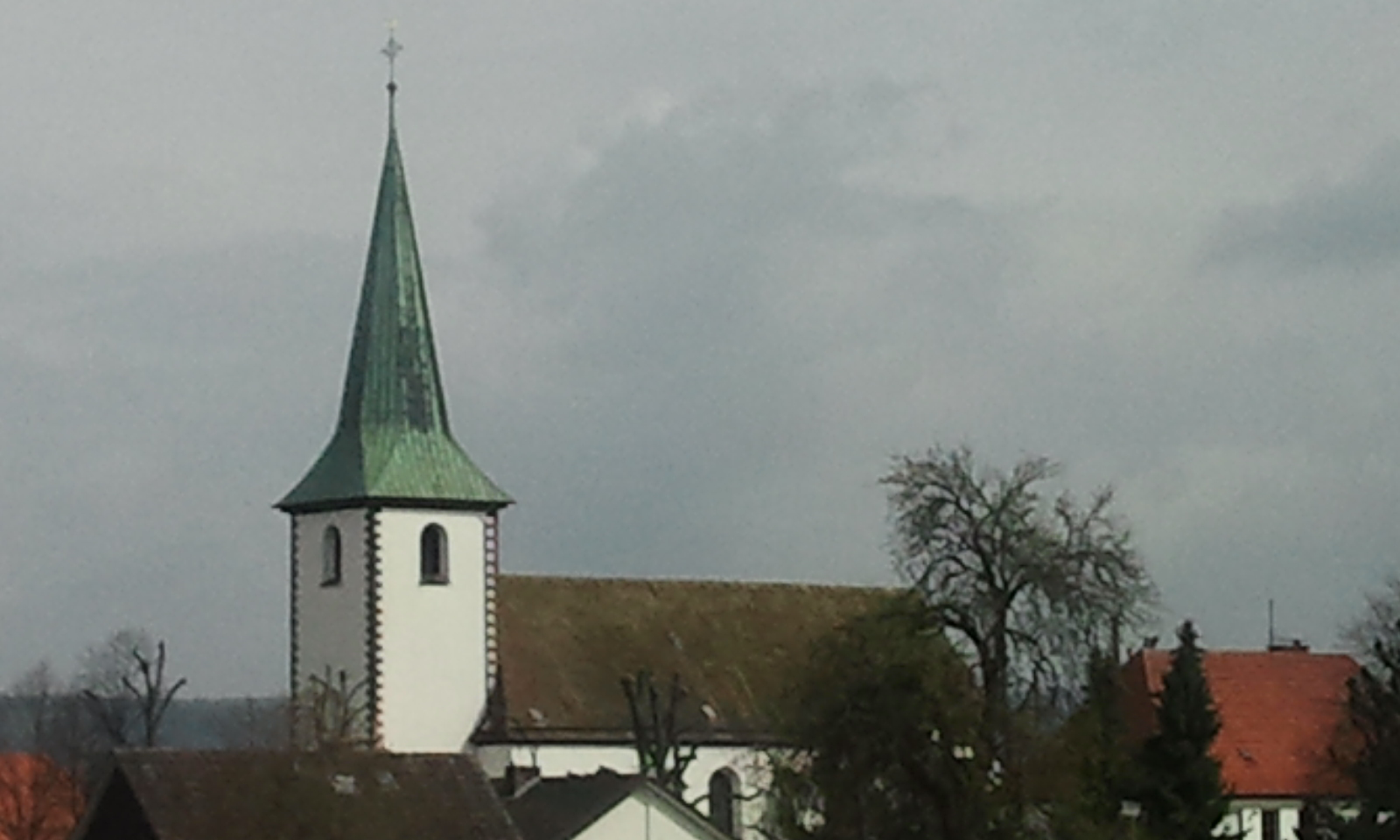
St. Petri in Ketten, Südseite

Die katholische Pfarrkirche St. Petri Kettenfeier ist ein denkmalgeschütztes Kirchengebäude in Erkeln, einer zur Stadt Brakel gehörenden Ortschaft im Kreis Höxter in Nordrhein-Westfalen.

## Geschichte und Architektur
Die dreijochige barocke Saalkirche wurde von 1722 bis 1723 mit eingezogenem Chor im 3/8-Schluss errichtet. Das Westportal im Turm ist reich gestaltet.
Bei der 2006 erfolgten umfassenden Innenrenovierung wurde das Kircheninnere hell gestrichen, Kapitelle und Grate farblich abgehoben und die Wirkung der Gewölbe durch Farbgebung verstärkt. Die Eingänge erhielten Weihwasserbecken aus Bronze.

## Ausstattung
Neben dem 2006 restaurierten Hochaltar mit dem Bild Christus am Kreuz und marmorierten Säulen gibt es weitere Altäre, die wie die 2008 renovierte prachtvolle Kanzel aus der Erbauungszeit stammen. Ein Epitaph stammt von 1747.

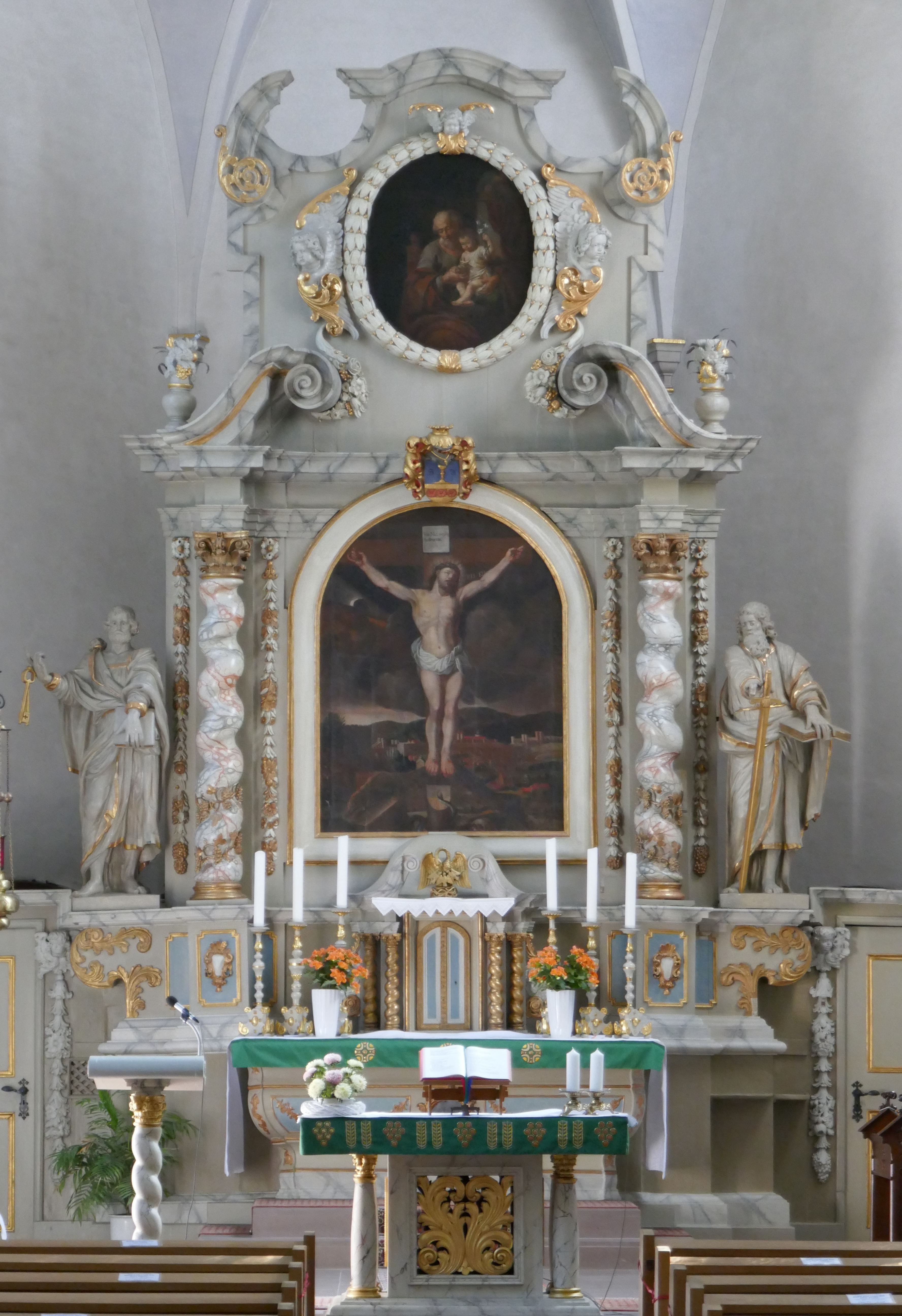
Hochaltar
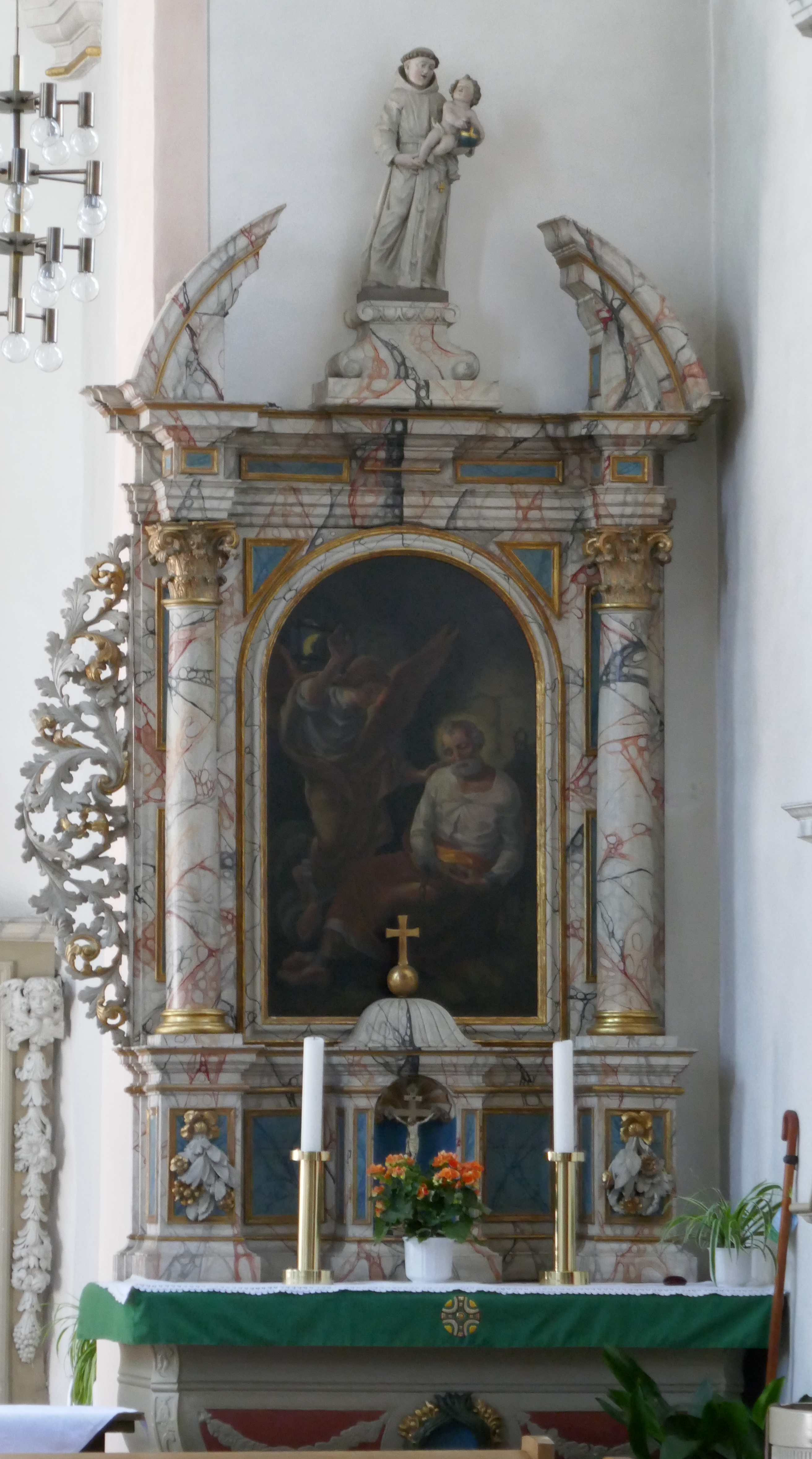
Seitenaltar
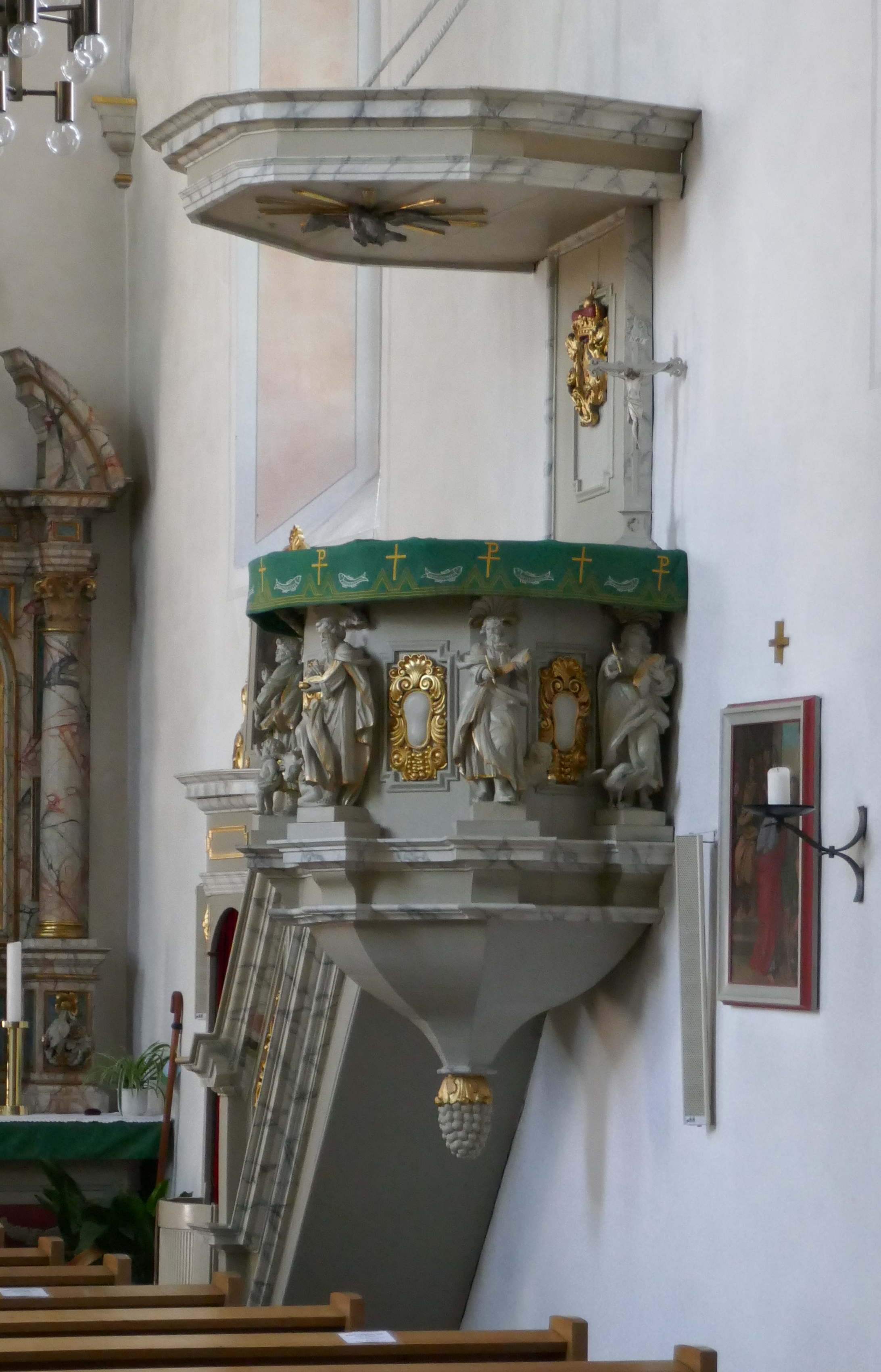
Kanzel

### Anton Joseph Stratmann
Drei Werke des spätbarocken Kirchenmalers Anton Joseph Stratmann befinden sich in der Kirche:
- Werkverzeichnis A36 Hl. Josef mit dem Jesusknaben
- Werkverzeichnis A37 Hl. Petrus mit dem Hahn
- Werkverzeichnis A38 Christus als Guter Hirte

### Schrein mit abgetrennter Hand

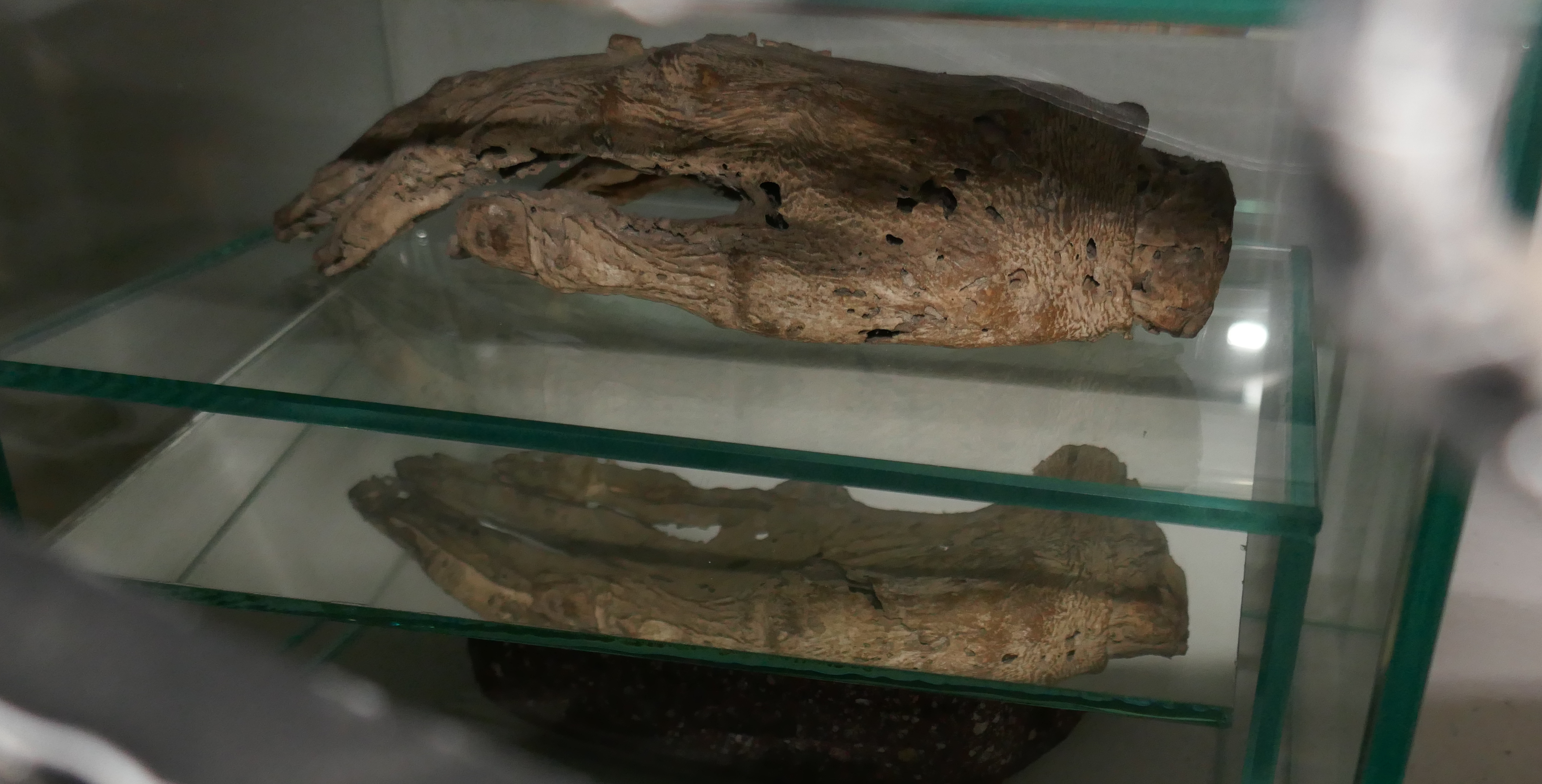
„Erkelner Hand“

Seit Jahrhunderten wird in einem kleinen Schrein eine mumifizierte menschliche rechte Hand aufbewahrt. Peter Pieper vom Institut für Rechtsmedizin am Düsseldorfer Universitätsklinikum stellte fest, dass es sich um das abgetrennte Körperteil einer 20- bis 40-jährigen Frau handelt. Die Hand stammt aus der Zeit der peinlichen Gerichtsbarkeit. Sie ist wahrscheinlich ein Lebzeichen; es war üblich, von Ermordeten einen Körperteil abzutrennen und zu mumifizieren, bis der Mörder gefunden war, dann erst wurde das Lebzeichen beerdigt. Die Hand ist ein Beleg mittelalterlicher Gerichtsbarkeit.